# エンターテイナー
エンターテイナー（もしくはエンターテナー、エンターテーナーとも、英語: entertainer）は、自身の歌、音楽、特技、演技、芸、パフォーマンス、マジックなどを披露することで、観客に娯楽を提供する歌手、ミュージシャン、コメディアン、芸能人らのことを指す。アメリカのエンターテイナーの中には、ラスベガスでショーを開催する者も見られる。
主なエンターテイナーには、フランク・シナトラ、ディーン・マーチン、サミー・デイヴィス・ジュニア、 トニー・ベネット、エルヴィス・プレスリー、ドリス・デイ, パティ・ペイジ、ローズマリー・クルーニー、 リナ・ホーン、ヴィック・ダモン, ジョニー・マティス、ライザ・ミネリ、ボブ・ホープ、クレオ・レーンらがいる。